# ردمی نوت ۱۰
ردمی نوت ۱۰ (انگلیسی: Redmi Note 10) مجموعه‌ای از تلفن‌های هوشمند اندرویدی از خانوادهٔ ردمی نوت شرکت ردمی، زیرمجموعهٔ شیائومی هستند. این مجموعه شامل گوشی‌های ردمی نوت ۱۰، ردمی نوت ۱۰اس، ردمی نوت ۱۰ ۵جی، ردمی نوت ۱۰ پرو (در دو نسخه برای بازارهای هند و جهانی)، ردمی نوت ۱۰ پرو مکس (ردمی نوت ۱۰ پرو جهانی در بازار هند) و ردمی نوت ۱۰ پرو ۵جی می‌شود. ردمی نوت ۱۰ در بازار هند و جهان در مارس ۲۰۲۱ و در بازار چین در مه ۲۰۲۱ عرضه شد.
در برخی بازارها ردمی نوت ۱۰ ۵جی با نام پوکو ام۳ پرو ۵جی و یا ردمی نوت ۱۰تی و ردمی نوت ۱۰ پرو ۵جی با نام پوکو ایکس۳ جی‌تی عرضه می‌شود.

## مشخصات
| نسخه                  | نوت ۱۰                 | نوت ۱۰اس نوت ۱۱ اس‌ئی پوکو ام۵اس | نوت ۱۰ ۵جی پوکو ام۳ پرو نوت ۱۰تی نوت ۱۱اس‌ئی (چین) | نوت ۱۰ پرو (هند)         | نوت ۱۰ پرو (جهانی) نوت ۱۰ پرو مکس | نوت ۱۰ پرو ۵جی پوکو ایکس۳ جی‌تی |
| --------------------- | ---------------------- | ------------------------------- | ------------------------------------------------- | ------------------------ | --------------------------------- | ------------------------------ |
| چیپست                 | کوالکام اسنپ‌دراگون ۶۷۸ | مدیاتک هلیو جی۹۵                | مدیاتک دایمنسیتی ۷۰۰                              | کوالکام اسنپ‌دراگون ۷۳۲جی | کوالکام اسنپ‌دراگون ۷۳۲جی          | مدیاتک دایمنسیتی ۱۱۰۰          |
| باتری                 | ۵۰۰۰ میلی‌آمپر          | ۵۰۰۰ میلی‌آمپر                   | ۵۰۰۰ میلی‌آمپر                                     | ۵۰۲۰ میلی‌آمپر            | ۵۰۲۰ میلی‌آمپر                     | ۵۰۰۰ میلی‌آمپر                  |
| دوربین پشت            | ۴۸ مگاپیکسل            | ۶۴ مگاپیکسل                     | ۴۸ مگاپیکسل                                       | ۶۴ مگاپیکسل              | ۱۰۸ مگاپیکسل                      | ۶۴ مگاپیکسل                    |
| دوربین اولترا واید    | ۸ مگاپیکسل             | ۸ مگاپیکسل                      | ندارد                                             | ۸ مگاپیکسل               | ۸ مگاپیکسل                        | ۸ مگاپیکسل                     |
| سنسور تشخیص عمق تصویر | ۲ مگاپیکسل             | ۲ مگاپیکسل                      | ۲ مگاپیکسل                                        | ۲ مگاپیکسل               | ۲ مگاپیکسل                        | ندارد                          |
| دوربین ماکرو          | ۲ مگاپیکسل             | ۲ مگاپیکسل                      | ۲ مگاپیکسل                                        | ۵ مگاپیکسل               | ۵ مگاپیکسل                        | ۲ مگاپیکسل                     |
| دوربین سلفی           | ۱۳ مگاپیکسل            | ۱۳ مگاپیکسل                     | ۸ مگاپیکسل                                        | ۱۶ مگاپیکسل              | ۱۶ مگاپیکسل                       | ۱۶ مگاپیکسل                    |
| ان‌اف‌سی                | نه                     | بله (جهانی)                     | بله (جهانی)                                       | نه                       | بله (جهانی)                       | بله                            |